# Polydor Records
Polydor Records — лейбл звукозаписи, в настоящее время базирующийся в Великобритании; часть Universal Music Group.

## История
Компания Polydor была образована в 1924 году как независимый филиал германской фирмы Deutsche Grammophon Gesellschaft. Британская и германские ветви Gramophone прервали отношения во время Второй мировой войны, и Deutsche Grammophon объявила о своих правах на торговую марку компании His Master's Voice в Германии, где последняя выпускала свою продукцию под крышей Electrola. Германский же экспорт DGG выходил в Британии под лейблом Polydor. По окончании Второй мировой войны Deutsche Grammophon передал как права на марку His Master’s Voice, так и на лейбл Electrola британской компании EMI.
В 1946 году Polydor окончательно стал лейблом популярной музыки, в то время как Deutsche Grammophon (со знаменитой жёлтой печатью) занялся выпуском классических записей, сохранив Polydor в качестве экспортного филиала. В 1954 году появился знаменитый красный полидоровский ярлык.
В начале 1960-х годов руководитель оркестра Берт Кампферт подписал к лейблу никому не известную британскую группу Tony Sheridan and the Beat Brothers. The Beat Brothers очень скоро превратились в The Beatles, и спустя два года с новым ударником и новыми причёсками перешли на Parlophone, получив здесь всемирную известность. С этих пор лейбл имел стабильный успех: здесь записывались германские звёзды эстрады (Джеймс Ласт, Берт Кампферт, Курт Эдельхаген, Катерина Валенте и Kessler Twins), а также многие франко- и испаноязычные исполнители.
В 1972 году Polydor объединился с Phonogram Records, находившейся во владении корпорации Philips, и начал в США новую жизнь под вывеской PolyGram, своё первоначальное название передав дочернему лейблу. В 1976 году Polydor пытался первым подписать контракт с Sex Pistols, но это право уступил EMI.
В 1980-х годах Polydor продолжал оставаться респектабельной силой в музыкальном бизнесе, хоть и отошёл в тень Mercury Records, другого филиала PolyGram. Он приобрёл бэк-каталог британского филиала Decca Records и подписал контракты с такими исполнителями, как Иэн Дьюри, Билли Фьюри и Comsat Angels. Главным полидоровским хитом начала 1980-х стал «Do The Hucklebuck» группы Coast to Coast.

## Список исполнителей Polydor
| 0-9 - 2Pac (Polydor UK) - +44 (Polydor UK) - 50 Cent (Polydor UK) A - a-ha - ABBA - Alizée Jacotey (2000—2007) (Polydor France) - Alex Harvey (Polydor UK) - The Allman Brothers Band - Thomas Anders - Paul Anka - Audioslave (Polydor UK/Columbia/Epic Records) - Animotion - The Automatic (c B-Unique) - Ace of Base B - Michael Ball - Barclay James Harvest - Daniel Bedingfield (Polydor UK) - Bee Gees (Polydor UK) - Beatles (Polydor Germany) - Björk - Blind Faith - Bright Eyes (Polydor UK) - Sarah Brightman - James Brown - Ian Brown - Boyzone - Bucks Fizz - Buckingham Nicks C - Cat Mother & The All Night News Boys - Cat Stevens (Yusuf Islam) - The Chakachas - Chilly - Eric Clapton - Petula Clark - Lloyd Cole and the Commotions - Jodie Connor - The Courteeners - Cream - The Creatures - The Cure - Catch 23 - Crystal Castles D - D Mob - Delays - Delphic - Cathy Dennis - Plácido Domingo - Double - Denny Laine - Dr. Dre (Polydor UK) - Duffy - Dino E - E - Eminem (Polydor UK) - Ellie Goulding - Sophie Ellis-Bextor - Electric Light Orchestra (Polydor UK) F - Fairport Convention - The Fat Boys - The Fatback Band - Faust - Feist (Polydor France & UK) - Fishmans (Polydor K.K.) - The Flaws - Focus - Sam Fender (Polydor UK) | G - The Game (Polydor UK) - Gloria Gaynor - Good Fellaz - Girls Aloud (Fascination/Polydor) - Guillemots - Guns N' Roses (Polydor UK) - Karel Gott (Polydor Germany) H - Haircut 100 - Jimi Hendrix - Hear'Say - Hollywood Undead I - Julio Iglesias - Yosui Inoue (Polydor Japan) - INXS - Ice MC J - The Jam (Polydor UK) - Janet Jackson (Polydor UK) - LaToya Jackson - Jean Michel Jarre - Tom Jones - Jamie Woon (Polydor UK) - John Davis - Jean-Pirre Mader - Junior Caldera K - Ronan Keating - Toby Keith (Polydor Nashville) - Kingdom Come - Klaxons - Kaiser Chiefs - Karel Gott (Polydor Germany) L - La Roux - James Last - Level 42 - Lighthouse Family - Andrew Lloyd Webber - Lana Del Rey M - Magnum - Mandrill - Mylène Farmer (Polydor France) - Monaco - James Morrison - Van Morrison - Elliott Murphy - The Moody Blues - Marusha N - Nadieh - Nelson (Polydor UK) - Nino Bravo - Nirvana (Polydor UK) - No Doubt (Polydor UK) - Nu Colours - N-Dubz O - Os Mutantes (Brazil Only) - Overtime P - Peaches & Herb - Cole Porter - Physical Graffiti (Polydor Various) - Powderfinger - Alex Parks - Protocol - Puddle of Mudd (Polydor UK) - Pussycat Dolls (Polydor UK) - P-Model - Алла Пугачёва (альбом «Песни вместо писем» совместное c Удо Линденбергом) | Q - Q - Quicksand R - Rainbow - Rocco DeLuca and the Burden - Roxy Music S - Scissor Sisters - S Club 7 - S Club 8 - Shakatak - Shed Seven - Shocking Blue - Siouxsie & the Banshees - The Skates (Polydor Australia) - Slade - Snow Patrol - Sonic Youth (Polydor UK) - Soundgarden (Polydor UK) - Spyro Gyra - Ringo Starr (Polydor UK) - Rachel Stevens - Gwen Stefani (Polydor UK) - Style Council T - Take That - Ten Wheel Drive - Tesla (Polydor UK) - Tonic - The Automatic - The News - Toots Thielemans - Traffic - Truth Hurts (Polydor UK) U - U2 V - Vangelis - Visage - Владимир Высоцкий - Sylvia Vrethammar - VideoKids W - The Wallflowers (Polydor UK) - Kai Warner - Waterfront - The Who (Polydor UK) - The Wild Magnolias - Tony Williams - Patrick Wolf - Link Wray - Chely Wright (Polydor Nashville) X - X Japan Y - Yeah Yeah Yeahs - Years & Years (Polydor UK) - Yello - Yngwie Malmsteen Z - Kathy Zee |  |